# San Juan del Río del Centauro del Norte
San Juan del Río del Centauro del Norte es una villa, cabecera municipal de San Juan del Río, Durango. Se localiza en las coordenadas 24º46'39N  104º37'35O. Tiene una elevación media de 1696 m sobre el nivel del mar.
Su nombre se debe a que fue el lugar de nacimiento de Doroteo Arango, o más conocido como Francisco "Pancho" Villa, un día 5 de junio del año 1878.

## Colonias
Chapultepec, La ETA, Francisco Villa C.P. 34485; Americana C.P. 34484; Centro C.P. 34480; Cañada Primera, Cañada Segunda, La Haciendita, San Rafael del Salto C.P. 34482; Benito Juárez C.P. 34486.

## Barrios
Puerto del Aire, La Pila C.P. 34483; El Grillo, La Quinta C.P. 34485; La Loma C.P. 34482.

## Fraccionamientos
Centauro del Norte C.P. 34485; Las Nubes C.P. 34483.